# Avengers: Age of Ultron (banda sonora)
Marvel's Avengers: Age of Ultron (Original Motion Picture Soundtrack) es la banda sonora de la película de Marvel Studios Avengers: Age of Ultron, compuesta por Brian Tyler y Danny Elfman. Hollywood Records lanzó el álbum en formato digital el 28 de abril de 2015, con un lanzamiento físico el 19 de mayo de 2015.

## Antecedentes
En marzo de 2014, Brian Tyler fue contratado para componer la música de la película, como reemplazo del compositor de la primera película, Alan Silvestri, siendo también su tercera colaboración con Marvel luego de Iron Man 3 y Thor: The Dark World en 2013. Tyler afirmó que la banda sonora homenajea a la música de John Williams para Star Wars, Superman: The Movie, y Raiders of the Lost Ark y hace referencia a la música de las películas de Iron Man, Thor y Capitán América para crear un universo musical cohesivo, y dijo, "Esa es la meta sin dudas. Hay que incorporar nostalgia y hacerlo por adelantado para poder sentirse identificado." Danny Elfman también contribuyó música a la banda sonora, usando el tema de Silvestri de la primera película para crear un nuevo tema híbrido. "La película es un lienzo tan grande que hubo que se beneficiaron mucho de su voz," dijo Tyler de las contribuciones de Elfman. "Pero además, todo debía encajar y ser consistente sin problemas, y eso fue algo para lo que nos esforzamos mucho."
La Orquesta Philharmonia grabó la banda sonora en Abbey Road Studios a principios de 2015. En abril de 2015, Marvel lanzó la lista de canciones y anunció que la banda sonora sería lanzada en formato digital el 28 de abril de 2015, y en formato físico el 19 de mayo. Al día siguiente, se reveló una pista adicional compuesta por Elfman, titulada "New Avengers - Avengers: Age of Ultron".

## Lista de canciones
Música compuesta por Brian Tyler y Danny Elfman.

| N.º     | Título                                                   | Música       | Duración |  |
| 1.      | «Avengers: Age of Ultron Title»                          | Brian Tyler  | 0:43     |  |
| 2.      | «Heroes» (no aparece en la película)                     | Danny Elfman | 2:07     |  |
| 3.      | «Rise Together»                                          | Brian Tyler  | 2:23     |  |
| 4.      | «Breaking and Entering»                                  | Brian Tyler  | 3:04     |  |
| 5.      | «It Begins»                                              | Danny Elfman | 2:42     |  |
| 6.      | «Birth of Ultron»                                        | Brian Tyler  | 3:05     |  |
| 7.      | «Ultron-Twins»                                           | Danny Elfman | 4:13     |  |
| 8.      | «Hulkbuster»                                             | Brian Tyler  | 4:32     |  |
| 9.      | «Can You Stop This Thing?»                               | Danny Elfman | 1:03     |  |
| 10.     | «Sacrifice»                                              | Brian Tyler  | 2:42     |  |
| 11.     | «Farmhouse»                                              | Danny Elfman | 4:02     |  |
| 12.     | «The Vault»                                              | Brian Tyler  | 2:58     |  |
| 13.     | «The Mission»                                            | Brian Tyler  | 2:48     |  |
| 14.     | «Seoul Searching»                                        | Brian Tyler  | 2:48     |  |
| 15.     | «Inevitability-One Good Eye» (no aparece en la película) | Danny Elfman | 5:07     |  |
| 16.     | «Ultron Wakes»                                           | Danny Elfman | 1:43     |  |
| 17.     | «Vision»                                                 | Brian Tyler  | 3:47     |  |
| 18.     | «The Battle»                                             | Brian Tyler  | 4:24     |  |
| 19.     | «Wish You Were Here»                                     | Brian Tyler  | 1:36     |  |
| 20.     | «The Farm»                                               | Danny Elfman | 1:14     |  |
| 21.     | «Darkest of Intentions»                                  | Brian Tyler  | 2:26     |  |
| 22.     | «Fighting Back»                                          | Brian Tyler  | 2:33     |  |
| 23.     | «Avengers Unite»                                         | Danny Elfman | 1:08     |  |
| 24.     | «Keys to the Past»                                       | Brian Tyler  | 1:48     |  |
| 25.     | «Uprising»                                               | Brian Tyler  | 2:32     |  |
| 26.     | «Outlook»                                                | Brian Tyler  | 2:38     |  |
| 27.     | «The Last One»                                           | Brian Tyler  | 2:14     |  |
| 28.     | «Nothing Last Forever»                                   | Danny Elfman | 1:57     |  |
| 29.     | «New Avengers - Avengers: Age of Ultron»                 | Danny Elfman | 3:09     |  |
| 1:17:26 |                                                          |              |          |  |

## Música adicional
Música adicional acreditada en Avengers: Age of Ultron:
| Título                           | Compositor                                                           | Artista(s)                                                                                                | Escenas/Notas |
| -------------------------------- | -------------------------------------------------------------------- | --- | --- |
| "Temas de Marvel's The Avengers" | Alan Silvestri                                                       | | Interpolados durante la película. |
| "Norma, Acto I: 'Casta Diva'"    | Vincenzo Bellini                                                     | Maria Callas, Coro Del Teatro Alla Scala, Milano, Orchestra Del Teatro Alla Scala, Milano, Tullio Serafin | Bruce escucha la canción en sus auriculares. |
| "Great Intentions"               | Jason French Muniz, Colton Fisher, James Katalbas y Jason Rabinowitz | Damato | Durante la fiesta en la Torre de los Vengadores. |
| "Liquid Spirit"                  | Gregory Porter                                                       | Gregory Porter                                                                                            | Suena de fondo durante la fiesta de triunfo de los Vengadores. |
| "I Can't Get Started"            | Ira Gershwin, Vernon Duke                                            | BBC Big Band Orchestra                                                                                    | |
| "Evening of Elegance"            | Bill Keis                                                            | | |
| "Drum Duel"                      | Brian Tyler                                                          | Brian Tyler                                                                                               | Suena durante el concurso para levantar el martillo de Thor. |
| "I've Got No Strings"            | Leigh Harline, Ned Washington                                        | Dickie Jones                                                                                              | Luego de que Ultrón dice el principio de la letra, la canción suena mientras escapa a la base del Barón Wolfgang von Strucker en Sokovia. Canta las primeras líneas más adelante en la película cuando embosca a los Vengadores luego de robar el Quinjet. |
| "Cinderella, Op. 87 Ballet"      | Serguéi Prokófiev                                                    | | Suena durante las escenas retrospectivas de Viuda Negra de su educación en la Habitación Roja. |
| "Berliner Messe: 1. Kyrie"       | Arvo Pärt                                                            | Estonian Philharmonic Chamber Choir y la Tallinn Chamber Orchestra                                        | Suena luego de la muerte de Pietro mientras Wanda confronta y mata a Ultrón. |
| "Full Dress Hop"                 | Gene Krupa, David Roy Eldridge                                       | Gene Krupa & His Orchestra                                                                                | Suena durante la visión del Capitán América de una fiesta en celebración del fin de la Segunda Guerra Mundial |